# نورمن رز
نورمن رز (انگلیسی: Norman Rose؛ ۲۳ ژوئن ۱۹۱۷ – ۱۲ نوامبر ۲۰۰۴) بازیگر، صداپیشه، راوی و گزارشگر رادیویی اهل ایالات متحده آمریکا بود.

## گزیده فیلم‌شناسی
- عشق و مرگ
- روزگار رادیو
- نوارهای اندرسون
- ماجراهای تنسی تاکسیدو و چاملی (۱۹۶۳ تا ۱۹۶۶)